# Imilchil
Imilchil (Arabisch:إملشيل) is een dorp in centraal Marokko, op een hoogte van 2119 in het oostelijke deel van het hoge-Atlasgebergte, binnen de provincie Midelt in de regio Drâa-Tafilalet. Het dorp ligt in de vallei van de Asif Melloul ("witte rivier") en wordt omringd door berglandschappen. De regio staat bekend om zijn ruige terrein, diepe valleien en nabijheid van de meren Isli en Tislit. 

## Bevolking en cultuur
De bevolking van Imilchil bestaat voornamelijk uit leden van de Aït Hdiddou-stam, die deel uitmaakt van de Aït Yafelman-confederatie. De inwoners spreken het Centraal-Atlas Tamazight, een Amazightaal, en behouden sterke culturele tradities die teruggaan tot hun Amazigh-voorouders. De gemeenschap staat bekend om haar gastvrijheid en het behoud van traditionele gebruiken en ambachten.

## Economie
De lokale economie is voornamelijk gebaseerd op veeteelt, landbouw en ambachtelijke producten. Schapen- en geitenhouderij zijn wijdverspreid, evenals de teelt van granen en groenten op de vruchtbare rivieroevers. Daarnaast speelt toerisme een groeiende rol, vooral tijdens het jaarlijkse huwelijksfestival, waarbij bezoekers worden aangetrokken door de unieke culturele ervaringen en het berglandschap.

## Imilchil Huwelijksfestival
Het Imilchil Huwelijksfestival, ook bekend als "Souk Aam" of "Agdoud N'Oulmghenni", is een jaarlijks evenement dat plaatsvindt in september. Volgens de lokale legende ontstonden de nabijgelegen meren Isli en Tislit uit de tranen van twee geliefden uit rivaliserende stammen die niet mochten trouwen. Als gevolg hiervan werd het festival opgericht om jonge mensen uit verschillende stammen de gelegenheid te geven elkaar te ontmoeten en te trouwen. Het festival omvat traditionele muziek, dans, kleurrijke kleding en massale huwelijksceremonies, en trekt zowel lokale als internationale bezoekers.

## Natuurlijke bezienswaardigheden
- Lac Isli en Lac Tislit: Twee meren gelegen nabij Imilchil, verbonden met de legende van het huwelijksfestival. Ze liggen respectievelijk ongeveer 10 km en 4 km van het dorp en zijn populaire bestemmingen voor bezoekers.
- Mineralen: De regio rond Imilchil is rijk aan mineralen, waaronder stelleriet en chabaziet-Ca, die worden verzameld en verkocht door lokale bewoners.

## Toerisme en bereikbaarheid
Imilchil is bereikbaar via bergwegen vanuit steden zoals Midelt en Tinghir. Tijdens het huwelijksfestival worden extra transportmogelijkheden georganiseerd om de toestroom van bezoekers te accommoderen. Accommodaties variëren van eenvoudige pensions tot traditionele homestays, waarbij bezoekers de kans krijgen om de lokale cultuur van dichtbij te ervaren.